# KulturPoetik
Die Zeitschrift KulturPoetik. Zeitschrift zur kulturgeschichtlichen Literaturwissenschaft ist seit 2025 an der Albert-Ludwigs-Universität Freiburg angesiedelt. Sie betrachtet Literaturwissenschaft als Kulturwissenschaft, somit als Teil der Gesamtkultur. Die im Jahr 2000 gegründete Zeitschrift ist interphilologisch, interdisziplinär und intermedial ausgerichtet und international orientiert. Sie untersucht die Wechselwirkungen zwischen Literatur und Medien, zwischen Literatur und dem Wissenssystem, sowie den der Literatur eigenen Beitrag zur kulturellen und interkulturellen Kommunikation.
KulturPoetik erscheint zweimal jährlich im Verlag Vandenhoeck & Ruprecht in Göttingen. Neben einem Aufsatzteil enthält jedes Heft auch die Abteilung Forum, welche für Statements zu aktuellen Fragen, Stellungnahmen zu Artikeln, Veranstaltungshinweisen und Neuerscheinungen zur Verfügung steht sowie die Rubrik KulturKlassiker, in der wegweisende Schriften der Kulturwissenschaft vorgestellt werden. 